# Волоцкий, Марк Иохонович
Марк Иохонович Волоцкий (11 июня 1939, Кривой Рог, Днепропетровская область — 25 ноября 2005, Москва) — советский и российский киновед, историк кино. Заслуженный работник культуры Российской Федерации (2000). Автор публикаций, посвящённых истории киностудии «Межрабпомфильм» и Центральной киностудии детских и юношеских фильмов имени Горького, творчеству режиссёров Марка Донского, Василия Шукшина, Юлии Солнцевой. 

## Биография
В 1959 году окончил Днепропетровский строительный техникум по специальности «Промышленное и гражданское строительство», в 1967 году — киноведческое отделение ВГИКа.
С 1962 года работал на Центральной киностудии детских и юношеских фильмов имени Горького. Бессменный директор музея киностудии, собравший множество экспонатов, фото- и информационных материалов по её истории.
Автор сценариев, книг и фильмов о творчестве Марка Донского, Юлии Солнцевой, Василия Шукшина. Сотрудничал с журналом «Родина».
Один из авторов фильма «Фильмы и годы», посвящённого истории Центральной киностудии детских и юношеских фильмов имени Горького.

## Фильмография
- 1984 — Я научу вас мечтать — соавтор сценария, вместе с Григорием Чухраем и Юрием Швырёвым;
- 1998 — «Пассажир поезда № 12. Воспоминания о Льве Толстом» (документальный) — автор сценария.

## Награды
- Заслуженный работник культуры Российской Федерации (4 июля 2000 года) — за заслуги в области культуры и многолетнюю плодотворную работу[1].

## Книги
- Шукшин В. М. Слово о «малой родине». — М., 1989. (автор-составитель);
- Мигающий синема. — М., 1995. (автор-составитель).